# 東京都立竹早高等学校
東京都立竹早高等学校（とうきょうとりつ たけはや こうとうがっこう、英称：Tokyo Metropolitan Takehaya Senior High School）は、東京都文京区小石川に所在する東京都立高等学校。

## 概観
1899年（明治32年）創立の「東京府立第二高等女学校」を前身とする。創立当初から1945年（昭和20年）まで、校長・教職員は東京府女子師範学校（現・東京学芸大学）と兼務で、学校行事も合同で実施しており、戦後も校地を共有していた（沿革参照）。
現在は学芸大附属幼稚園竹早園舎・附属竹早小・附属竹早中と校地が隣接している。
一方、神奈川県立光陵高等学校（国立大附属中学校と連携）、静岡県立浜松湖北高等学校佐久間分校（公立中学校と校地と共有して連携）のように、学芸大附属竹早中と異設置者連携型一貫教育を実施して、校地共有を復活する動きはない。
戦前は高等女子教育の名門としてその名を馳せ、「浅草の第一（白鷗）、小石川の第二（竹早）、麻布の第三（駒場）」と並び称されていた。
標準服はあるが、服装は自由（私服で登校可能）。「自主自律」を校風とする。卒業生はおよそ2万人。

### 教育
東京都から進学指導推進校に指定されており、入試に於いては都の共通問題を使用している。
1学年定員が6学級と他校と比較して小規模であることや、帰国子女の受け入れを行い、2年次からは自由選択科目として第二外国語（フランス語、ドイツ語）もある。
土曜自習室である「竹早塾」では、現役OBによる補習などの学習支援が行われている。
また、東京都からは進学指導推進校以外にも理数研究校、英語教育推進校、海外帰国生徒受け入れ校にも指定されている。

## 沿革
- 1900年（明治33年）- 「東京府第二高等女学校」創設。明治30年の文部省訓令に沿って「東京府女子師範学校」に併設され、校舎は現校舎の北側にあった光圓寺の旧本堂を借用し授業を開始した。東京府師範学校（現・東京学芸大学）の赤坂区移転に伴い、竹早町跡地において、11月7日、開校式挙行。この日を開校記念日と制定。
- 1901年（明治34年）- 同窓会創立。7月、「東京府立第二高等女学校」と改称。
- 1907年（明治40年）- 校歌（畠山健作詞、岡野貞一作曲）制定。
- 1921年 (大正10年) - 生徒定員が2倍に倍増し、2学級制になる。アントワープ五輪後に着任した金栗四三教諭を中心に、第1回東京女学生庭球大会（時事新報社主催）が校庭で開催され、宮家王女たちを含む約2000人の来場を集める。
- 1922年 (大正11年) - 同窓会を篁会と改称。
- 1923年 (大正12年) - 第6回極東選手権競技大会（大阪で開催）女子バレーボールエキジビションに「竹早チーム」（女子師範生と第二高女生の合同チーム）が選抜出場し、中国チーム、姫路高女と争い準優勝。このとき「竹早応援歌」（渡邊殖作詞、大和田愛羅作曲）が作られ、大阪に向かう選手の壮行として東京駅で生徒たちが合唱した。その後、各種大会で活躍し「関東の強豪」と称せられる。
- 1925年 (大正14年) - 第2回明治神宮競技大会でバスケットボール優勝。
- 1927年 (昭和2年)  - 第4回明治神宮競技大会ではバレーボールで優勝。第1回バスケットボールフリースロー世界選手権大会（米国YMCA主催）の日本国内競技を校庭で開催。ジュニア女子部門（5人一組）300満点中259点で「竹早チーム」、個人部門で第二高女生が60回中56回成功で、ともに世界一位に認定される。
- 1929年 (昭和4年)  - 活動しやすいセーラー服の制服や、校章制定。中国・九州遠征の競技旅行がバレーボール部、バスケットボール部、テニス部合同27人の生徒参加で行われ、各地の高女や女子師範の生徒と対戦した。
- 1931年（昭和6年）11月 - 宣仁親王妃喜久子台臨。
- 1932年（昭和7年)  - 校旗制定。
- 1934年（昭和9年） - 3階建て鉄筋コンクリートの新校舎竣工。
- 1937年 (昭和12年）- 日中戦争勃発。慰問袋や陸軍軍需品等を制作。数回にわたり防空演習や防火演習を行う。
- 1943年（昭和18年）- 都制施行により「東京都立第二高等女学校」と改称。補習科を専攻科と改称。校舎を共用の女子師範学校が官立に移行、校舎・敷地を国から間借りする形になる。
- 1948年（昭和23年） - 学制改革により「東京都立第二女子新制高等学校」と改称。定時制課程が設置される。
- 1949年（昭和24年） - 男女共学となる。生徒会結成。「PTA竹早会」創立。
- 1950年（昭和25年） - 「東京都立竹早高等学校」と改称。
- 1952年（昭和27年） - 学区合同選抜制度導入。
- 1953年（昭和28年） - 新校旗、新校歌（木俣修作詞、平井康三郎作曲）制定。
- 1960年（昭和35年） - 創立60周年記念として、篁会と山梨県北杜市に「八ヶ岳寮」建設。
- 1963年（昭和38年） - 第1回竹早祭開催。
- 1967年（昭和42年） - 学校群制度導入。小石川高と41群を組む。
- 1968年（昭和43年） - 校舎を共用の学芸大附属中学校と校地を分割。校舎建設のため、新宿高校へ一時移転が決定される。第1回竹夕祭開催。
- 1969年（昭和44年）
  - 制服を自由化、標準服制度になる。「父母と教師の会」発足。
  - 12月 - 授業改革などを求める生徒の一部が校舎にバリケードを設置、10日間にわたり封鎖[2]。
- 1970年（昭和45年） - “独立校舎”が竣工、移転。学芸大附属中学校と同じ校舎の上下階で使い分ける状態から解放。敷地が狭いため、5階建てになる。
- 1972年（昭和47年） - 体育館と定時制用食堂が完成。
- 1973年（昭和48年） - この年の募集から男女同数になる。体育の一環として、創作ダンス発表会や柔道大会始まる。
- 1974年（昭和49年） - 生徒クラブ部室が落成。創立75周年記念式典開催（文京公会堂）。
- 1976年（昭和51年） - 第1回竹の子祭開催。
- 1980年（昭和55年） - 帰国子女受け入れ開始。昭和45年から球技大会、ダンス大会に代替されていた体育祭が運動会として復活（東京教育大移転跡地他）
- 1982年（昭和57年） - グループ合同選抜制度導入。41グループに編成される。
- 1993年（平成5年）2月 - 学芸大女子寮跡地に新校舎（第一期）とプール竣工。
- 1994年（平成6年） - 学区内単独選抜となる。家庭科の男女共修開始。
- 1995年（平成7年）7月 - 新校舎（第二期）体育棟とグラウンド竣工。
- 1996年（平成8年）3月 - 定時制課程廃止。
- 1998年（平成10年） - 男女混合名簿採用。
- 2000年（平成12年）11月18日 - 創立100周年記念式典（文京公会堂）。式典でのアンケートをもとに、八ヶ岳寮を「竹早山荘」と改称。
- 2001年（平成13年） - 創立100周年記念モニュメント「夢の風」を設置（篁会の寄贈、制作は、OBの陶芸家伊藤麻沙人と彫刻家小堤良一の共同制作）。
- 2002年（平成14年） - 週5日制導入を受け、土曜日に「土曜自習室」を開設、卒業生らが指導に当たる（現「竹早塾」）。
- 2003年（平成15年） - 文部科学省の学力向上フロンティア・ハイスクール事業の指定を受ける（2005年（平成17年）度までの3年間）。45分間、七時限授業に。学区制が撤廃され、全都から受験可能になる。平成12年度入試から導入されていた男女定員枠の緩和措置も廃止される。
- 2010年（平成22年）11月 - 創立110周年記念式典挙行。
- 2018年（平成30年）6月 - 第1回ホームカミングデー開催（篁会・都立竹早高等学校共催。）
- 2020年（令和2年）11月 - 創立120周年記念式典開催。

## 基礎データ

### 校歌
旧制高女（府立二女）時代の校歌は、岡野貞一の作曲である。

### 校章
全国的にも珍しく、男女別に校章がある。

### アクセス
出典 : 
電車
- 東京メトロ丸ノ内線茗荷谷駅より、徒歩10分
- 東京メトロ南北線後楽園駅 徒歩12分
- 都営地下鉄三田線春日駅より、徒歩13分

バス
- 都営バス都02系統　「春日二丁目」下車。

## 諸活動

### 部活動
（運動部）
- サッカー部
- バスケットボール部
- 軟式野球部
- 硬式テニス部
- ソフトテニス部
- 剣道部
- 卓球部
- 陸上競技部 - 女子800m走インターハイ出場（2003年度）
- 水泳部 - インターハイ出場（2006年度）
- バドミントン部
- バレーボール部
- ダンス部

（文化部）
- 模型部
- 吹奏楽部
- 箏曲部
- 美術部
- 放送部
- コーラス部
- 茶道部
- 演劇部
- 文芸部
- マンガ研究部
- 化学研究部
- 写真部
- 天文部
- 家庭科部
- 囲碁将棋同好会
- 軽音部
- 折り紙同好会
- 映像研究同好会

## 学校行事
- 体育祭 - 学校に校庭が無いため、外部のグラウンドを借りて行う。全学年を縦割りにした団（例：A団なら、各学年のA組）で行うパフォーマンスが恒例。なお2013年度より内容を改変させ、「体育的行事」と称するようになった。しかし、2014年度からもとの名称（「体育祭」）に戻している。体育祭、団別のパフォーマンスの様子。

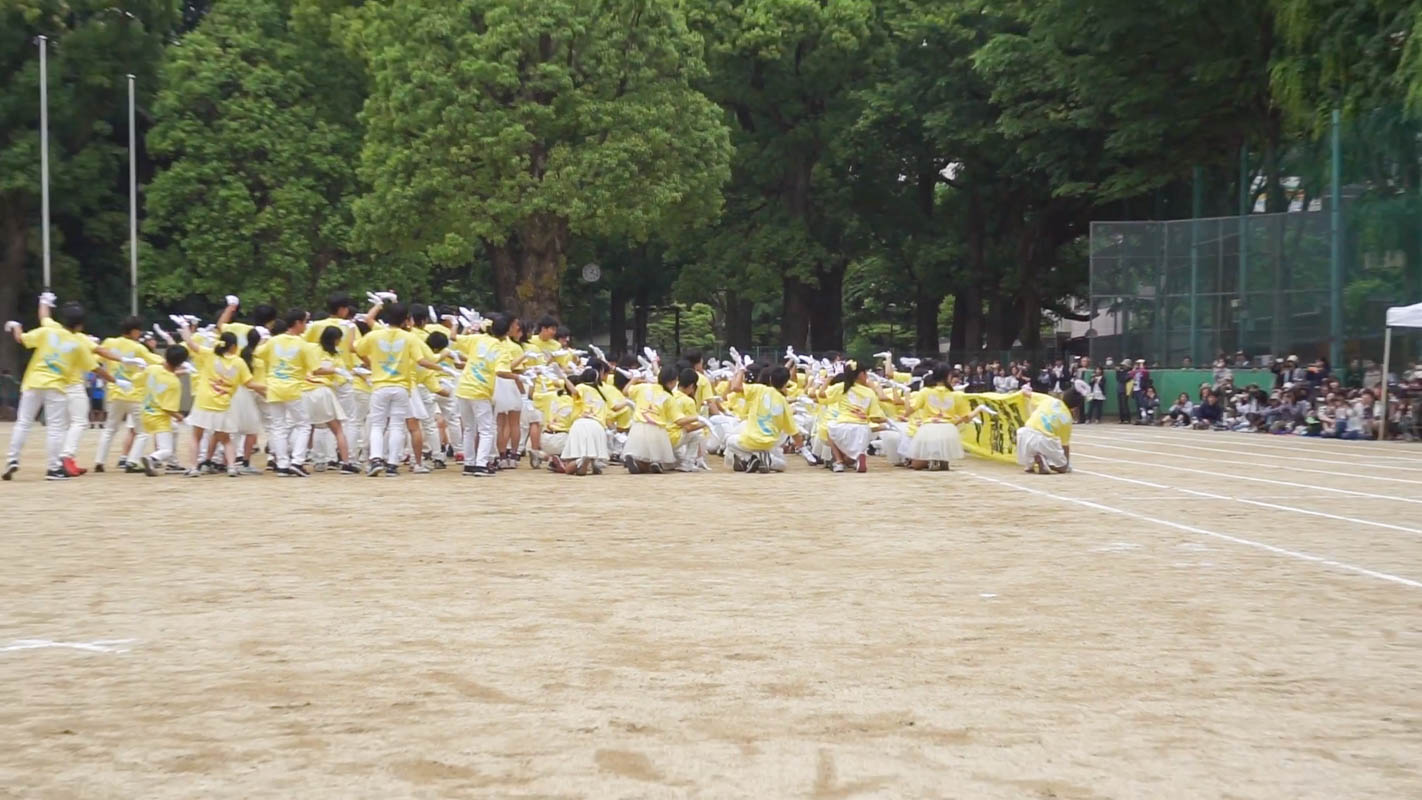
体育祭、団別のパフォーマンスの様子。

- 竹早祭 - 前夜祭の「竹の子祭」(生徒・保護者のみ参加可)では、　主に3年生による演劇が行われる。本祭は竹早祭実行委員会から選ばれる執行部(執行部自体は4月より活動をし、体育祭終了後から本格的な準備を始める。)を中心に、生徒が自主的に取り組んでいる。「竹夕祭」と呼ばれる後夜祭では、有志による出しもの(ダンス・ライブなど)が行われている。スローガンは「竹・竹の子」をもじったものが多い。竹早祭竹夕祭

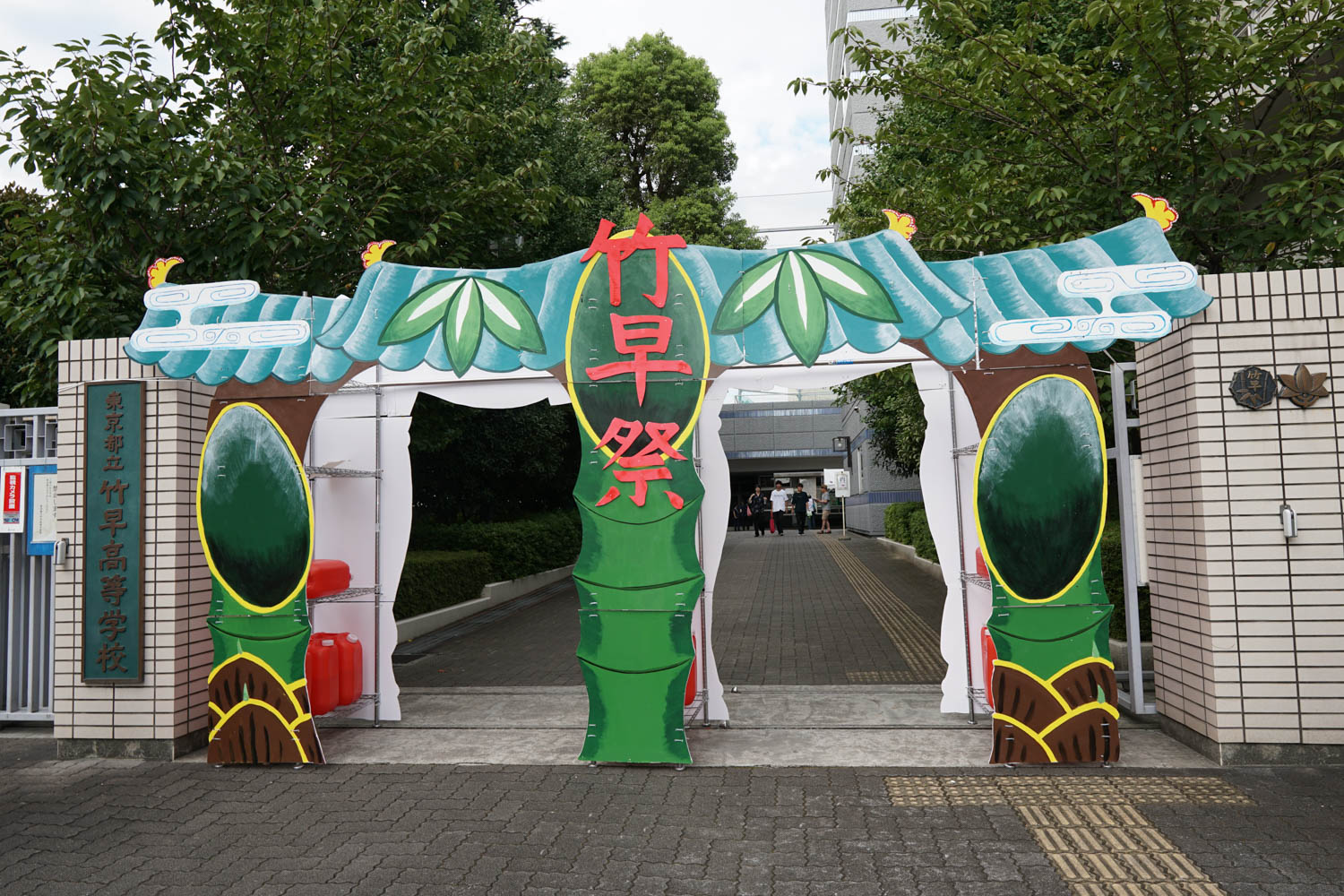
竹早祭

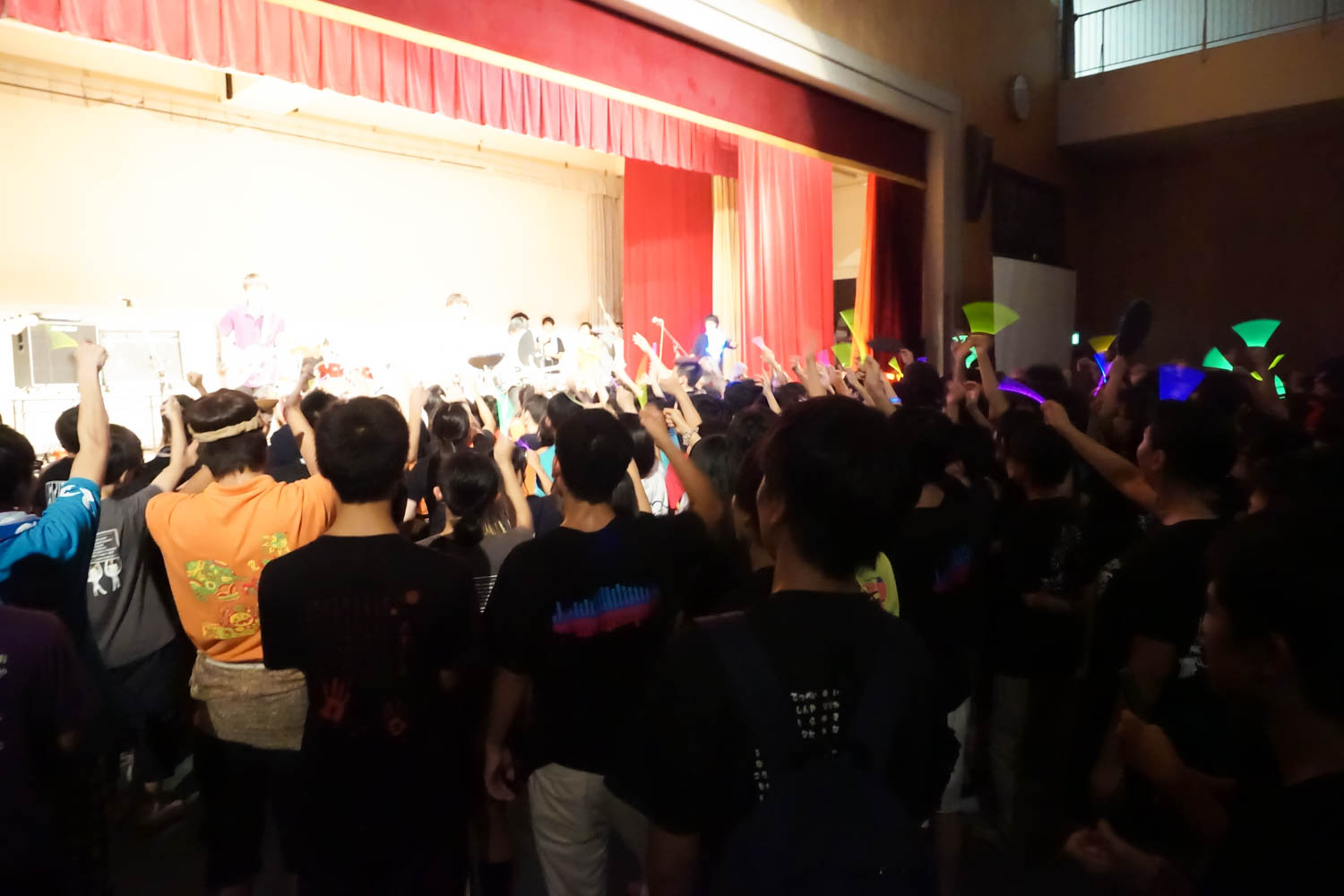
竹夕祭

- 球技大会 - 各学年毎にHR委員（いわゆる学級委員）が中心となり行われている。ユニフォームは体育祭で使った衣装や竹早祭で使った衣装などを使用する。種目は毎年各学年で話し合いなどを行って決めている。球技大会

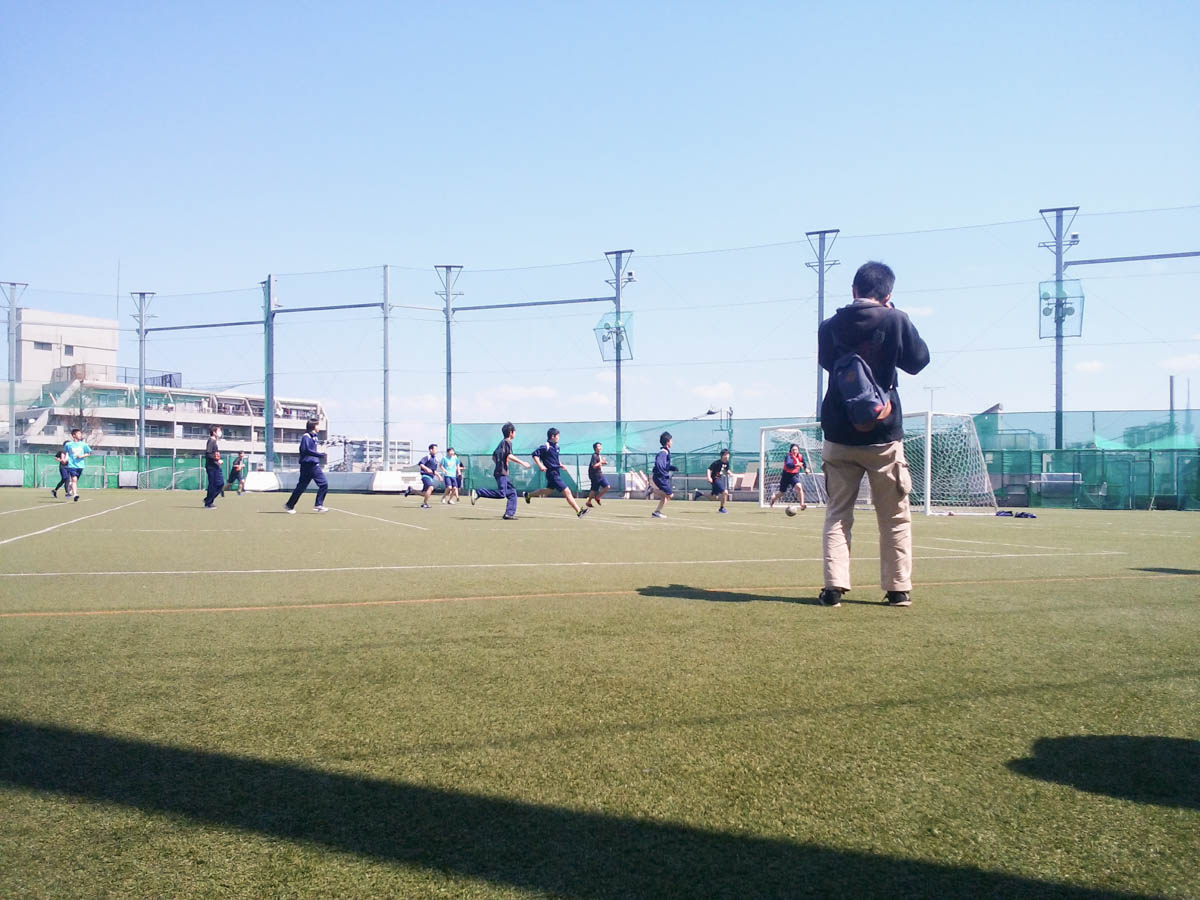
球技大会

- 合唱コンクール - 12月に行われる。以前は自由参加だったが、全1，2年生クラス参加の行事となった。合唱コンクールが行われる体育館

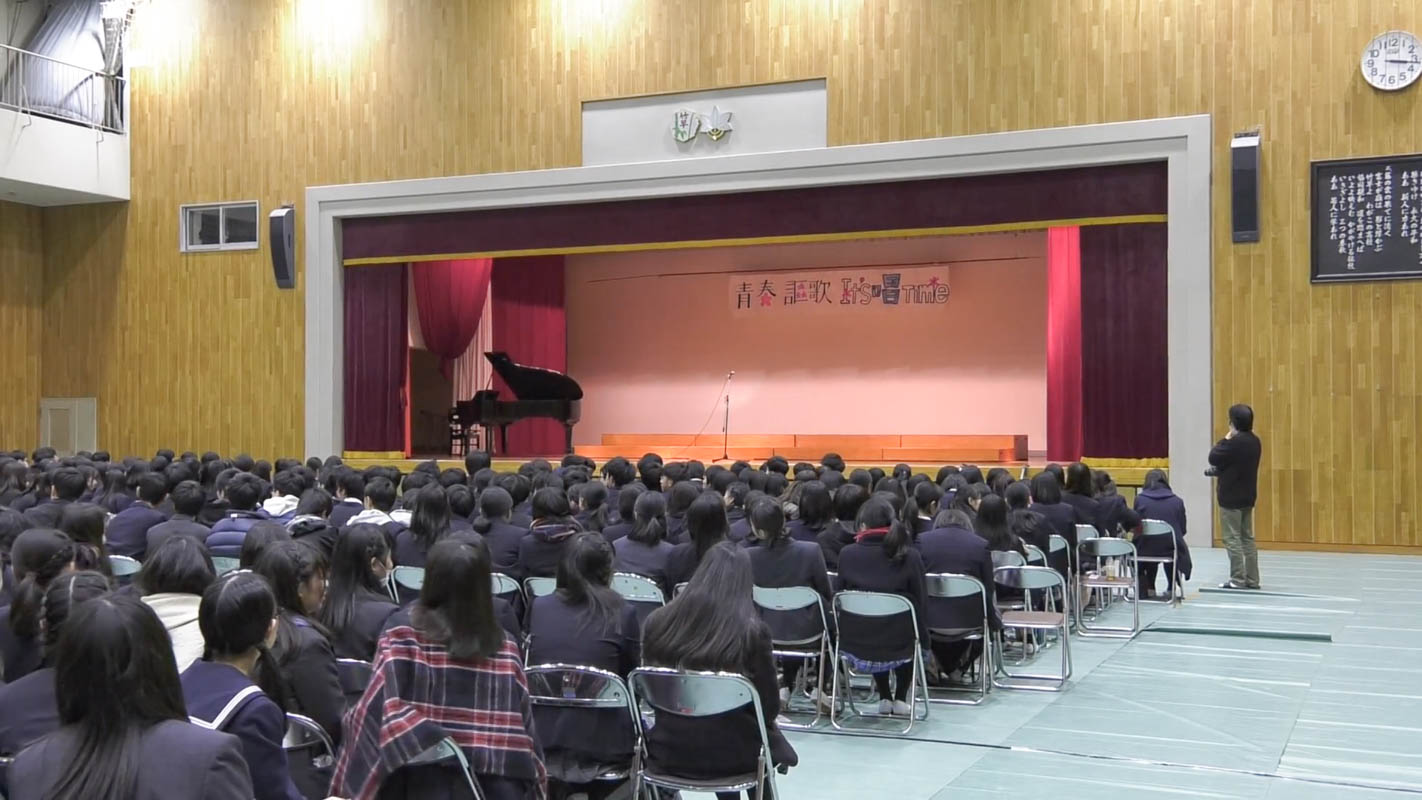
合唱コンクールが行われる体育館

## 生徒権宣言
1969年5月、竹早高校学内で学年主任の3名の教員を中心に学校ぐるみのリベート事件が明るみに出た。「竹早高校リベート事件」としてマスコミや国会の文教委員会（当時）にも取り上げられ、3名の教員はじめ（1名は懲戒免職処分）、殆どの教職員が処分を受ける事態となった。連日全校集会が続き、学校の機能は一時完全に停止した。

この年、小森陽一は1年生ながら生徒会長に選出され、事件発覚後、リベート事件の責任追及と学内改革の目的から全校ストを組織。教師らを土下座させ、「授業の内容、教師の講義方針に関しては教師・生徒間の話し合いにより決定する」、「生徒に関する諸規則は生徒が定め、生徒が管理する」といった内容の「生徒権宣言」を学校側に受諾させた。1994年度までは生徒手帳に記載されていた。

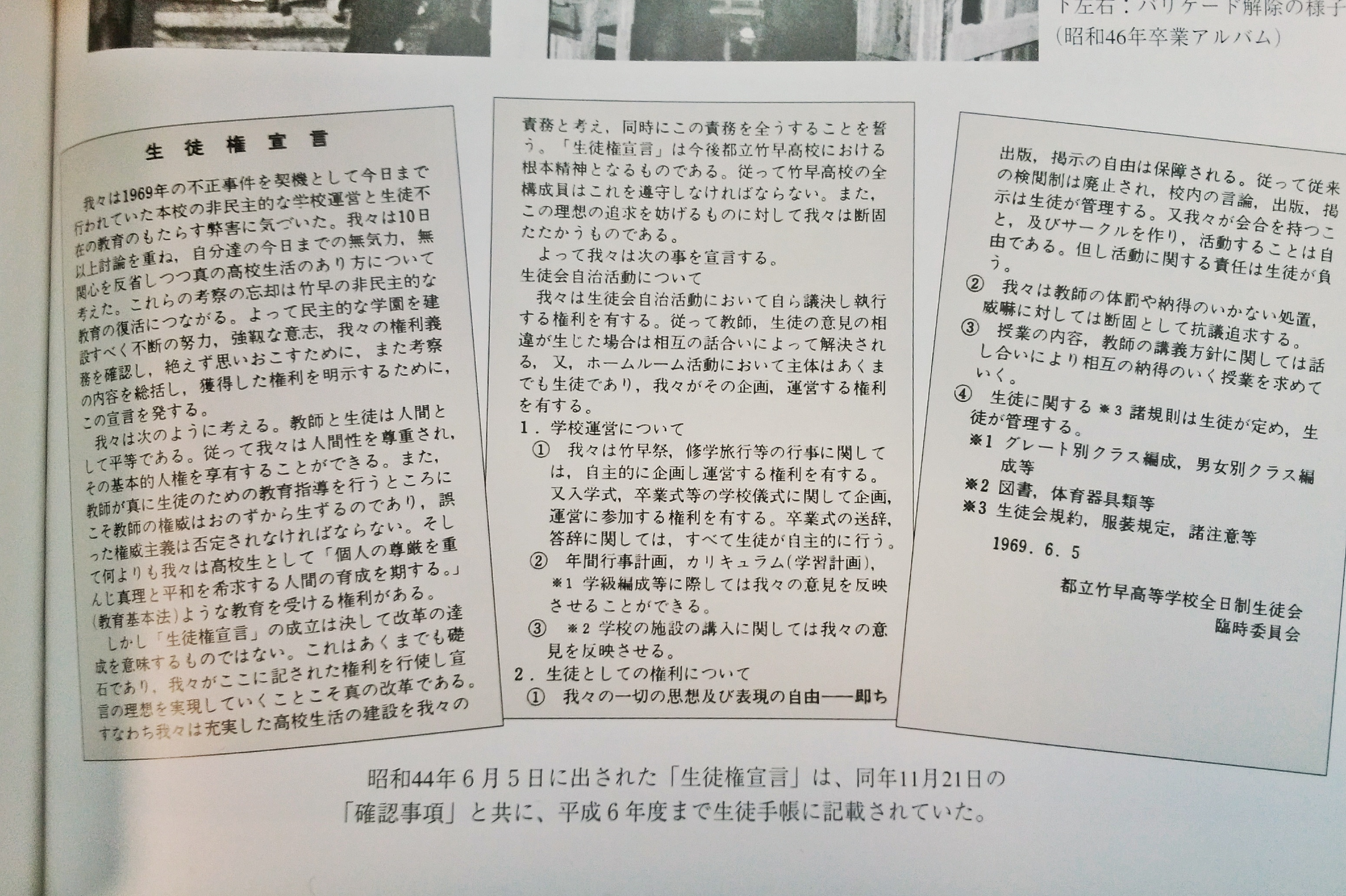
竹早高校　生徒権宣言

生徒権宣言が出せれた22日後には見解も出された。

## 逸話
- 漫画「ぼくたちの伝説」（原作・佐々木守、画・みやはら啓一、『少年サンデー』1970年11月に2回掲載）の舞台・千早高校は竹早高校のことである。
- 大島渚監督の映画「東京戦争戦後秘話」(1970年)には映像研究会だった卒業生が主人公役として出演していた。
- 女子制服のセーラー服のネクタイを「竹の子結び」（結び目のなかに先端を全て入れてしまう結び方）にするのが竹早の象徴として、昭和30年前後から行われ昭和40年代全盛期になる。
- 創立100周年記念式典には、本校の卒業生である緒形拳がサプライズで登場し、会場全体が大いに沸いた。
- NHK大河ドラマ「いだてん〜東京オリムピック噺〜」第22回放送分で、府立第二高女を舞台に、金栗四三が同校教員として登場[4]。劇中「竹早応援歌」（沿革参照）も挿入された。

## 高校関係者と組織

### 関連団体
- 篁会 - 同窓会の名称

### 高校関係者一覧

#### 著名な卒業生

##### 政治
- 山高しげり - 参議院議員。女性参政権、母性保護等女性解放運動家。全国地域婦人団体連絡協議会会長、桜映画社社長などを歴任。
- 小池正勝 - 参議院議員。元徳島市市長（吉野川可動堰問題）
- 西川太一郎 - 荒川区長。元衆議院議員

##### 行政
- 金杉憲治 - 駐中国大使、外務審議官、外務省アジア大洋州局長、内閣総理大臣秘書官

##### 経済
- 佐藤真希子 - 投資家、株式会社iSGSインベストメントワークス代表取締役 兼 代表パートナー
- 鎌田和樹 - UUUM創業者・社長CEO
- 松井道夫 - 松井証券社長、ネット証券評議会会長
- 乙部綾子 - 元ライブドア広報担当

##### 法曹
- 稲見友之 - 弁護士、田中角栄元首相の裁判の弁護団事務局長

##### 学者
- 小森陽一 - 日本文学者、東京大学教授
- 中川学 - 経済史学者、一橋大学名誉教授
- 畑尻剛 - 憲法学者、中央大学教授
- 長谷部勇一 - 経済学者、横浜国立大学学長、環太平洋産業連関分析学会会長
- 松尾葦江 - 国文学者、國學院大學教授
- 山口仲美 - 国語学者、埼玉大学名誉教授、元明治大学教授
- 吉川弘道 - 工学者、東京都市大学名誉教授
- 吉森保 - 生物学者、大阪大学栄誉教授
- 中田基昭 - 教育学者、東京大学名誉教授[要出典]

##### ジャーナリズム
- 金森トシエ - 『読売新聞』記者。試験入社の女性記者として草分け的存在であり、同社の初の部長職も務めた。神奈川県立かながわ女性センター（閉館）の初代館長や総理府審議会委員を通じて、女性の地位向上のために活動。
- 高橋紘 - ジャーナリスト。皇室ウォッチャー
- 内多勝康 - 元NHKアナウンサー（2016年3月にNHK退職後、医療型短期滞在施設のハウスマネージャー）
- 山崎智之 - 音楽ライター
- 田畑佐和子 - 編集者
- 斎藤康貴 - テレビ朝日アナウンサー
- 三崎由紀 - 元ニュースキャスター

##### 文芸
- 伊藤比呂美 - 詩人
- 中井紀夫 - 作家
- 三宅やす子 - 作家（女高師附属高女へ転校）
- マッド・アマノ - パロディ作家。1978年・第24回文藝春秋漫画賞受賞
- 矢崎藍 - 小説家
- 齋藤康一 - 写真家
- 城戸崎愛 - 料理研究家
- 佐藤雅子 - 料理研究家

##### 教育
- 徳永恕 - 二葉保育園第二代園長。第二高女在学中より四谷のスラム街で保育活動を自主的に始める。女性初の名誉都民。自身の働く保育園を同窓会の場として提供したのち、所有する「阿佐ヶ谷の家」で上京した同窓生の宿泊の面倒をみたりした。「阿佐ヶ谷の家」売却資金をもとに学校敷地内に同窓会活動の拠点となる「篁会館」が建設された。
- 松本紀子 - 学校法人鎌倉女子大学元理事長（現学園主）。元鎌倉女子大学学長、教授。

##### 社会活動
- 山川菊栄 - 初代・労働省婦人少年局長。戦前からの女性解放運動家。評論家。歴史家。多数の著作は『新装増補・山川菊栄集』全8巻（岩波書店、2011年）にまとめられている。没後創設の山川菊栄記念会からすぐれた女性学研究に山川菊栄賞が授与された。女性労働関係資料を含む蔵書は、神奈川県立図書館に「山川菊栄文庫」として納められている。

##### 芸能
- 山下達郎 - ミュージシャン
- 緒形拳 - 俳優
- 神田織音 - 講談師
- 小手伸也 - 俳優
- 村瀬幸子 - 女優。戦前に築地小劇場の研究生となり、俳優座の結成に参加。
- 横山めぐみ - 女優
- 大野かおり - 女優
- 魚住純子 - 女優
- 藤田みどり - 女優
- 大田祐歌 - 元アイドルグループチェキッ娘メンバー。
- 益山武明 - 声優
- 穂川果音 - 気象予報士・タレント
- 楠木ともり - 声優

##### スポーツ
- 岡田早苗 - 日本の女子プロテニス選手第1号。戦前から米国の女子プロに参戦。神谷美喜子、新納慶子とともに全日本女子庭球選手権大会を制覇した。
- 三崎宏美 - アテネ五輪ライフル射撃代表
- 住吉義則 - 元プロ野球選手（定時制）

### 教職員
- 金栗四三 - 大正9年度～大正11年度。地理科。スポーツ、登山など校外活動も指導した。マラソンランナーの草分け。オリンピックには第5回ストックホルム、第7回アントワープ、第8回パリ大会と3回出場した。
- 小倉遊亀 - 昭和9年度～昭和13年度。日本画家。女性初の日本美術院同人。女性で2番目の文化勲章受賞。
- 中野好夫 - 昭和4年度～昭和7年度。英語科、一時国語も指導。英文学者。
- 田淵行男 - 昭和5年度～昭和12年度。元 博物学教諭。山岳写真家。
- 板垣雄三 - 昭和31年度～昭和34年度。イスラム研究家。東京大学名誉教授。